# Andrea Santarelli
Andrea Santarelli (n. 3 iunie 1993, Foligno, Umbria, Italia) este un scrimer italian, medaliat olimpic. A participat la 3 ediții ale Jocurilor Olimpice (2016, 2020, 2024) în care a câștigat o medalie de argint.